# Selketalbahn
| Strecke                                     |           | Normalspurstrecke von Magdeburg Hbf       | Normalspurstrecke von Magdeburg Hbf       |
| Bahnhof                                     | 0,26      | Quedlinburg (Anfang Meterspur)            | 122 m                                     |
| Abzweig geradeaus und ehemals nach rechts   |           | Normalspurstrecke nach Blankenburg (Harz) | Normalspurstrecke nach Blankenburg (Harz) |
| Abzweig geradeaus und nach rechts           |           | Normalspurstrecke nach Thale Hbf          | Normalspurstrecke nach Thale Hbf          |
| Haltepunkt / Haltestelle                    | 4,88      | Quedlinburg-Quarmbeck                     | 152 m                                     |
| Haltepunkt / Haltestelle                    | 7,39      | Bad Suderode                              | 187 m                                     |
| Abzweig geradeaus und ehemals nach links    |           | Normalspurstrecke nach Frose              | Normalspurstrecke nach Frose              |
| Bahnhof                                     | 8,95 0,00 | Gernrode (Harz)                           | 204 m                                     |
| Haltepunkt / Haltestelle                    | 1,46      | Osterteich                                | Osterteich                                |
| Brücke über Wasserlauf                      |           | Heiliger Teich, Wellbach                  | Heiliger Teich, Wellbach                  |
| Haltepunkt / Haltestelle                    | 5,71      | Sternhaus-Haferfeld                       | Sternhaus-Haferfeld                       |
| Brücke über Wasserlauf                      |           | Wellbach                                  | Wellbach                                  |
| Bahnhof                                     | 6,91      | Sternhaus-Ramberg                         | Sternhaus-Ramberg                         |
| Bahnübergang                                |           | B 185                                     | B 185                                     |
| Bahnübergang                                |           | B 185                                     | B 185                                     |
| Bahnhof                                     | 10,17     | Mägdesprung                               | 295 m                                     |
| Brücke über Wasserlauf                      |           | Krebsbach                                 | Krebsbach                                 |
| Haltepunkt / Haltestelle                    | 11,61     | Drahtzug                                  | Drahtzug                                  |
| Brücke über Wasserlauf                      |           | Friedenstalbach                           | Friedenstalbach                           |
| ehemaliger Haltepunkt / Haltestelle         | 13,50     | Klostermühle (1888–1892)                  | 327 m                                     |
| Bahnübergang                                |           | B 185                                     | B 185                                     |
| Bahnhof                                     | 14,55     | Alexisbad                                 | 325 m                                     |
| Abzweig geradeaus und nach links            |           | nach Harzgerode                           | nach Harzgerode                           |
| Brücke über Wasserlauf                      |           | Schwefelbach                              | Schwefelbach                              |
| Bahnübergang                                |           | B 242                                     | B 242                                     |
| Abzweig geradeaus und ehemals von rechts    |           | Anschluss Rinkemühle II                   | Anschluss Rinkemühle II                   |
| Bahnhof                                     | 17,70     | Silberhütte/Anhalt                        | 335 m                                     |
| Abzweig geradeaus und nach links            |           | Anst Heizwerk                             | Anst Heizwerk                             |
| Brücke über Wasserlauf                      |           | Uhlenbach                                 | Uhlenbach                                 |
| Abzweig geradeaus und ehemals nach links    | 18,41     | Anschluss Rinkemühle                      | Anschluss Rinkemühle                      |
| Haltepunkt / Haltestelle                    | 21,30     | Straßberg (Harz)-Glasebach                | 363 m                                     |
| Bahnhof                                     | 21,81     | Straßberg (Harz)                          | 363 m                                     |
| Abzweig geradeaus und ehemals von rechts    | 22,92     | Anschluss Herzogschacht                   | Anschluss Herzogschacht                   |
| Brücke über Wasserlauf                      |           | Selke                                     | Selke                                     |
| Kilometer-Wechsel                           |           | Streckenende 1946–1983                    | Streckenende 1946–1983                    |
| Abzweig geradeaus und ehemals von links     | 24,60     | Anschluss Holzverladung Selkewiesen       | Anschluss Holzverladung Selkewiesen       |
| Haltepunkt / Haltestelle                    | 27,03     | Güntersberge                              | 420 m                                     |
| Bahnhof                                     | 30,52     | Friedrichshöhe                            | Friedrichshöhe                            |
| Abzweig geradeaus und ehemals von links     |           | Anschluss Albrechtshaus                   | Anschluss Albrechtshaus                   |
| Haltepunkt / Haltestelle                    | 31,32     | Albrechtshaus                             | Albrechtshaus                             |
| Kilometer-Wechsel                           |           | Streckenbeginn 1946–1983                  | Streckenbeginn 1946–1983                  |
| Abzweig geradeaus und von links             |           | von Eisfelder Talmühle                    | von Eisfelder Talmühle                    |
| Bahnhof                                     | 35,71     | Stiege                                    | 485 m                                     |
|                                             |           | Wendeschleife                             |                                           |
| Brücke über Wasserlauf                      |           |                                           |                                           |
| Kopfbahnhof Streckenende und Streckenanfang | 40,38     | Hasselfelde                               | 452 m                                     |
| Strecke nach rechts                         | 40,78     | Anschluss Sägewerk                        | Anschluss Sägewerk                        |

| Strecke                                 |      | von Gernrode (Harz)   | von Gernrode (Harz)   |
| Bahnhof                                 | 0,00 | Alexisbad             | 325 m                 |
| Abzweig geradeaus und nach rechts       |      | nach Straßberg (Harz) | nach Straßberg (Harz) |
| Brücke über Wasserlauf                  |      | Selke                 | Selke                 |
| Abzweig geradeaus und ehemals von links | 2,60 | Anschluss Ziegelei    | Anschluss Ziegelei    |
| Kopfbahnhof Streckenende                | 2,93 | Harzgerode            | 400 m                 |

| Strecke                                     |      | von Hasselfelde                   | von Hasselfelde                   |
| Bahnhof                                     | 0,00 | Stiege                            | 486 m                             |
| Abzweig geradeaus und nach links            |      | nach Gernrode (Harz)              | nach Gernrode (Harz)              |
| Haltepunkt / Haltestelle                    | 2,90 | Birkenmoor                        | 532 m                             |
| Brücke über Wasserlauf                      |      | Mosebach                          | Mosebach                          |
| Dienststation / Betriebs- oder Güterbahnhof | 6,83 | Unterberg Gbf (Steinbruch Pauer)  | 385 m                             |
| ehemaliger Haltepunkt / Haltestelle         | 7,30 | Unterberg (bis 1978)              | 382 m                             |
| Grenze auf Brücke über Wasserlauf           |      | Bere; Sachsen-Anhalt – Thüringen  | Bere; Sachsen-Anhalt – Thüringen  |
| Abzweig geradeaus und von rechts            |      | Harzquerbahn von Wernigerode      | Harzquerbahn von Wernigerode      |
| Bahnhof                                     | 8,55 | Eisfelder Talmühle                | 352 m                             |
| Strecke                                     |      | Harzquerbahn nach Nordhausen Nord | Harzquerbahn nach Nordhausen Nord |

Selketalbahn, Gernroder-Harzgeroder Eisenbahn und Anhaltische Harzbahn waren verschiedene Bezeichnungen für die meterspurigen Schmalspurstrecken im Unterharz, die ursprünglich der Gernrode-Harzgeroder Eisenbahn-Gesellschaft (GHE) gehörten. 
Heute wird nur noch die Bezeichnung Selketalbahn verwendet. Dazu gehören die Strecke Quedlinburg–Gernrode (seit 2006) und weiter über Alexisbad nach Hasselfelde, die Strecke Alexisbad–Harzgerode und die Verbindungsstrecke Stiege–Eisfelder Talmühle. Allesamt befinden diese sich heute im Besitz der Harzer Schmalspurbahnen. Dem namensgebenden Fluss Selke folgt die Strecke zwischen Mägdesprung und Albrechtshaus.

## Geschichte

### Eröffnung und Anfangsjahre
Am 7. August 1887 wurde die Strecke Gernrode–Mägdesprung der Gernrode-Harzgeroder Eisenbahn-Gesellschaft (GHE) nach einer Bauzeit von 316 Tagen eröffnet. Somit ist die Selketalbahn die älteste Schmalspurbahn des Harzes. Wegen der Geländeverhältnisse und aus Kostengründen hatte die Localbahn-Bau und Betriebs-Gesellschaft Wilhelm Hostmann & Co. aus Hannover die Spurweite von 1000 mm gewählt. Der Betrieb wurde zunächst mit drei leistungsstarken Dampflokomotiven aufgenommen, die auf die Namen GERNRODE, HARZGERODE und SELKE getauft wurden. Bis 1892 wurde das Streckennetz schrittweise bis Hasselfelde verlängert. Nach dem Bau der Strecke Stiege-Eisfelder Talmühle bestand ab 15. Juli 1905 eine Verbindung zur Harzquerbahn der Nordhausen-Wernigeroder Eisenbahn-Gesellschaft (NWE). Wegen des gestiegenen Bedarfs sowohl beim Personen- als auch beim Güterverkehr waren noch vor der Jahrhundertwende drei weitere Dampfloks in Dienst gestellt worden, die GÜNTERSBERGE, die ALEXISBAD und die HASSELFELDE.

### Entwicklung nach dem Zweiten Weltkrieg

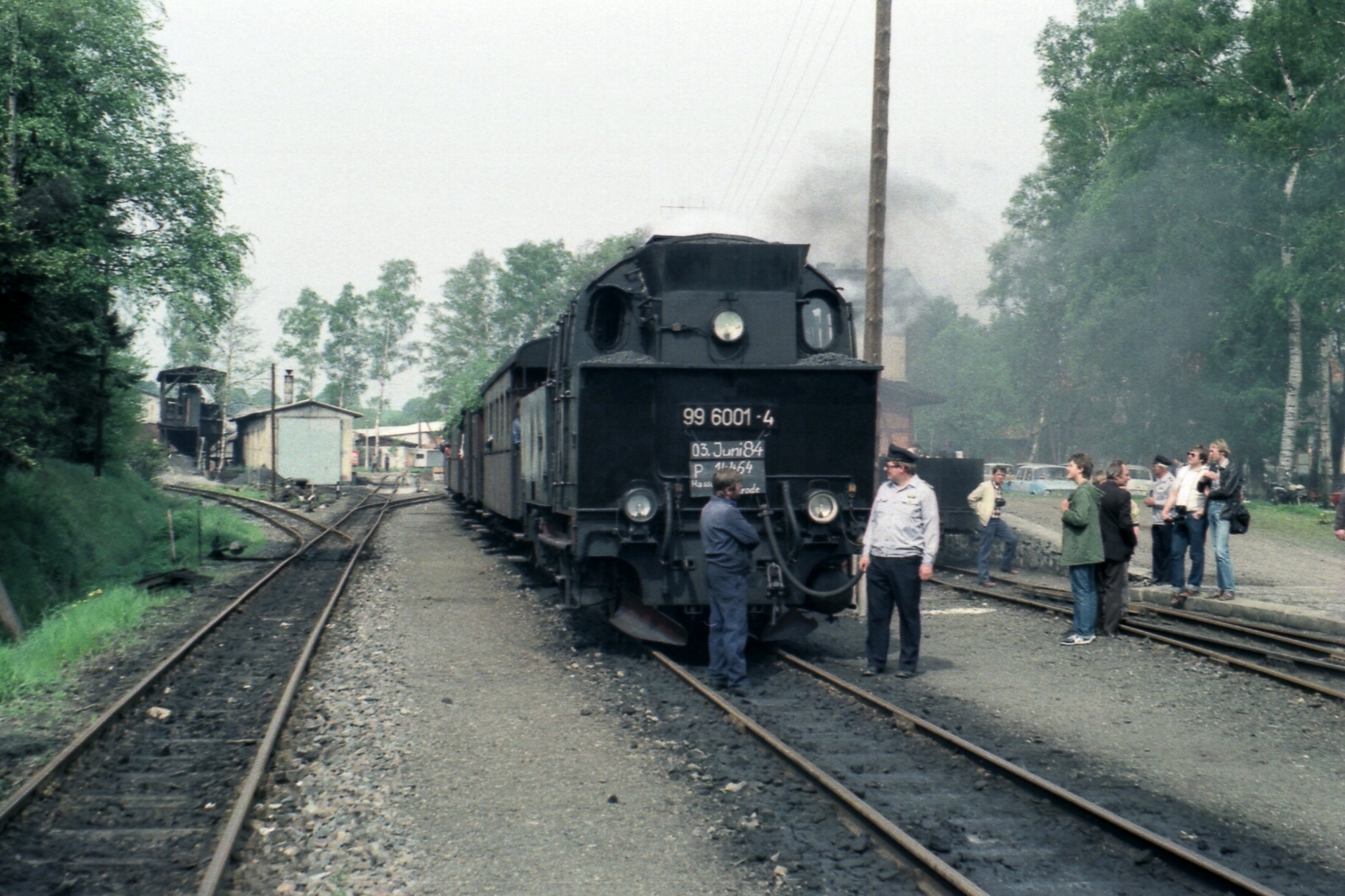
Lok 99 6001 in Hasselfelde vor dem Eröffnungszug Stiege–Straßberg, 3. Juni 1984

Im Frühjahr 1946 wurde die Selketalbahn bis auf die Abschnitte Eisfelder Talmühle–Hasselfelde und Herzogschacht–Lindenberg (seit 1952 Straßberg) demontiert und das Fahrzeug- und Gleismaterial nahezu vollständig als Reparationsleistung in die damalige Sowjetunion verbracht. Die Betriebsführung zwischen Eisfelder Talmühle und Hasselfelde ging ab dem 15. April 1946 auf die NWE über.
Wegen der Bedeutung für den Transport von Flussspat begann bereits im Herbst 1946 der Wiederaufbau zwischen Gernrode und Lindenberg, der sich wegen Materialmangels bis 1950 hinzog. Der Abschnitt Lindenberg–Stiege wurde zunächst nicht wieder aufgebaut. 1946 wurde die GHE enteignet und am 1. April 1949 von der Deutschen Reichsbahn (DR) übernommen.
Im Jahr 1983 erfolgte die Wiedererstellung des Abschnittes Straßberg–Stiege, vor allem, um die Versorgung des neuen Heizkraftwerkes Silberhütte mit Braunkohle von Nordhausen aus sicherzustellen. Am 3. Juni 1984 wurde der planmäßige Reiseverkehr zwischen Hasselfelde und Gernrode wieder aufgenommen. Seitdem sind die drei Harzer Schmalspurstrecken (Selketalbahn, Harzquerbahn und Brockenbahn) wieder zu einem – heute 140 Kilometer langen – Netz verbunden. Am 1. Februar 1993 übernahm die Harzer Schmalspurbahnen GmbH (HSB) von der DR neben der Harzquerbahn und der Brockenbahn auch die Selketalbahn.

### Streckenerweiterung nach Quedlinburg
Auf der normalspurigen Bahnstrecke Quedlinburg–Gernrode–Ballenstedt–Frose endete nach einem Stellwerksbrand in Ballenstedt der Zugverkehr bereits in Gernrode. Daraufhin sah sich die Deutsche Bahn AG nicht mehr in der Lage, die Strecke wirtschaftlich zu betreiben, und es kam zu einem Stilllegungsverfahren sowie der Stilllegung des Abschnitts Gernrode–Frose. Die Harzer Schmalspurbahnen übernahmen den Abschnitt Quedlinburg–Gernrode und begannen am 18. April 2005 im Bahnhof Gernrode mit dem Bau der rund 8,5 Kilometer langen Verlängerung der Selketalbahn bis nach Quedlinburg durch Umspurung der Strecke auf Meterspur – ein zuerst angedachter Ausbau auf ein Dreischienengleis scheiterte an den Mehrkosten. Die am 17. Februar 2006 von der Eisenbahnaufsichtsbehörde Sachsen-Anhalts freigegebene Strecke wurde am 4. März mit einer Festveranstaltung und mit Sonderzügen eröffnet. Da zu Beginn des Sommerfahrplans am 29. April 2006 noch verschiedene Arbeiten auszuführen waren, fuhren zunächst nur mehrere Sonderzüge. Der reguläre Reisezugverkehr wurde erst am 26. Juni 2006 aufgenommen. Seither verkehren täglich sechs Züge zwischen Gernrode und Quedlinburg, wobei zwei mit Dampfbespannung fahren.

## Streckenverlauf

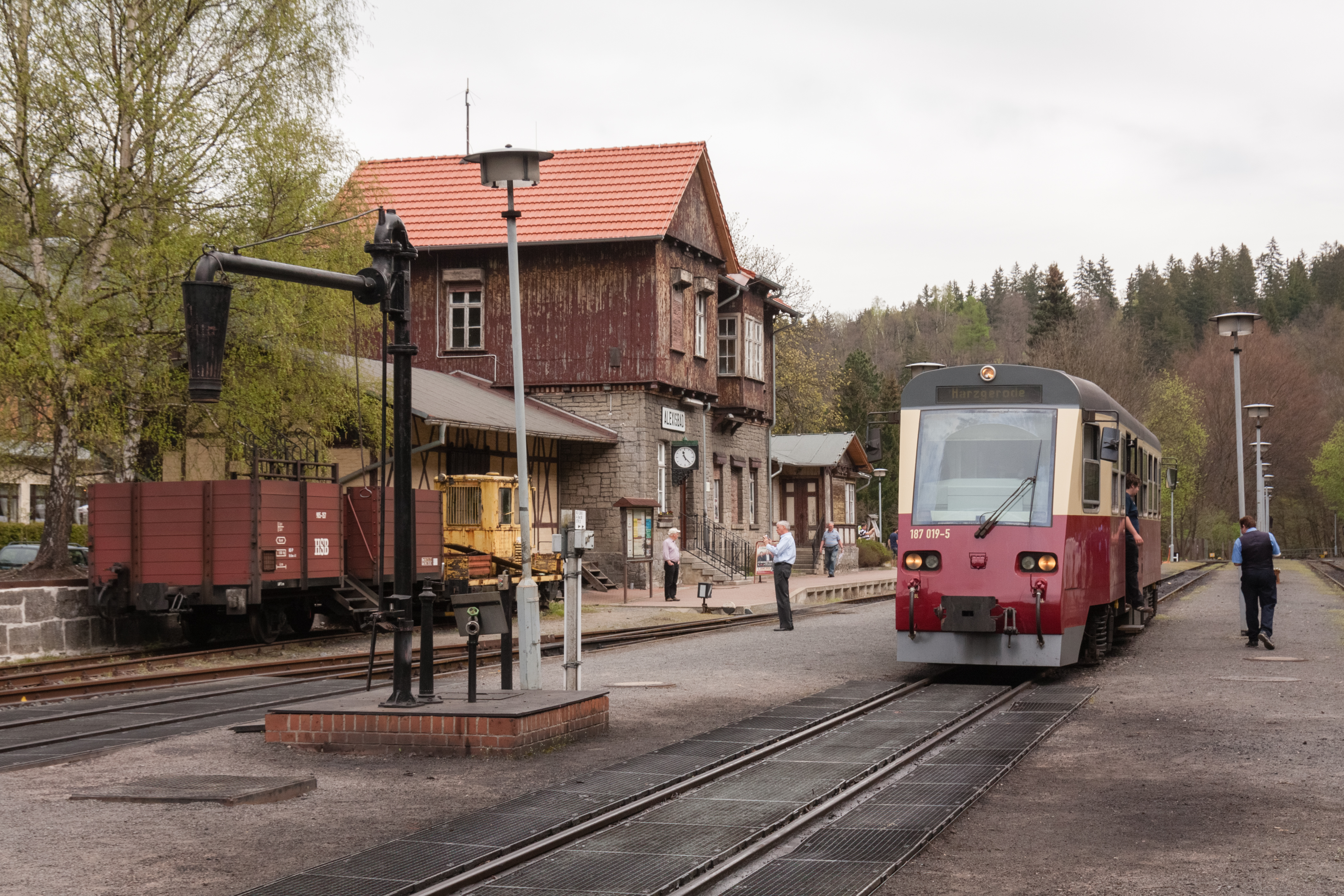
Bahnhof Alexisbad mit Neubautriebwagen

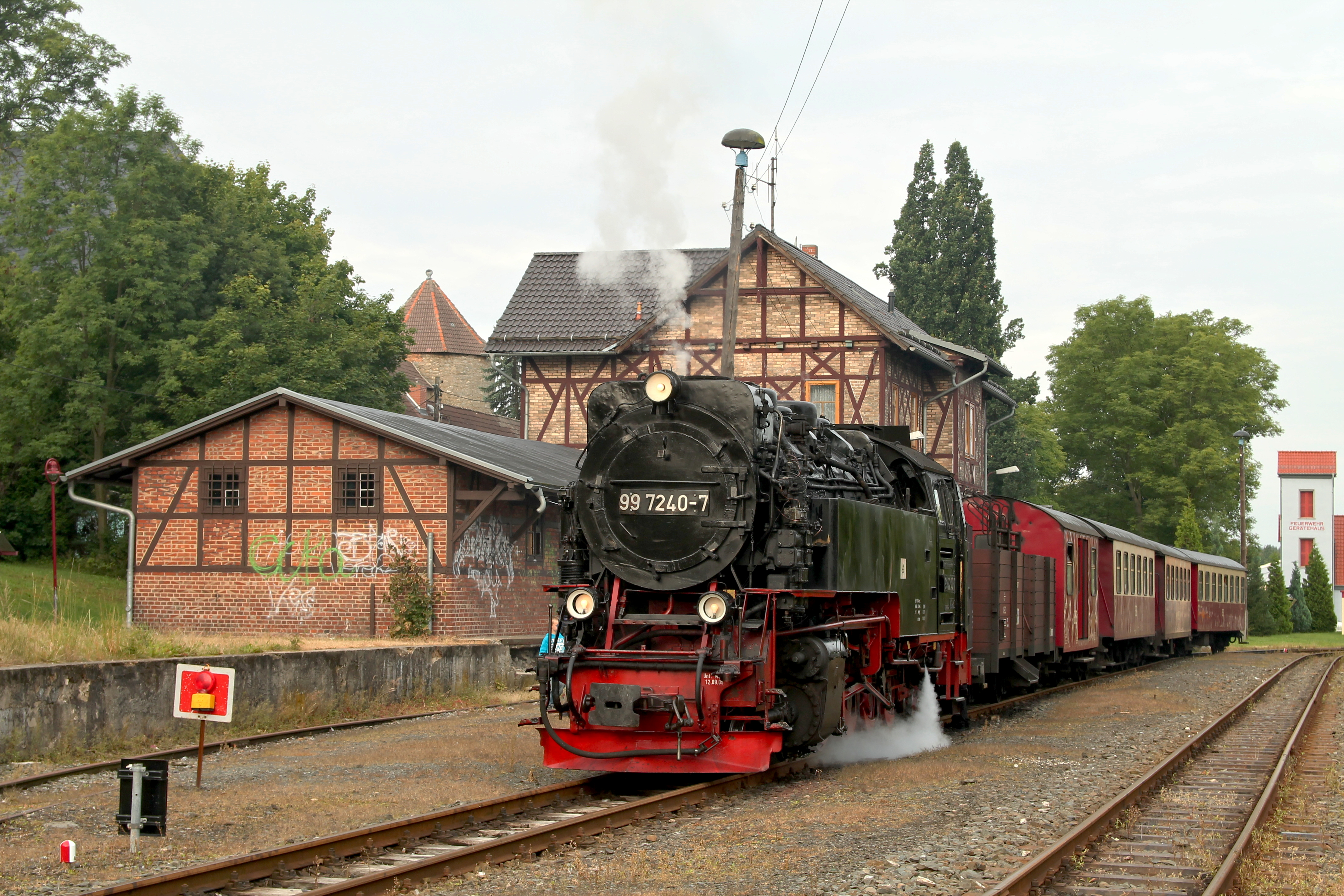
Dampfzug im Bahnhof Harzgerode

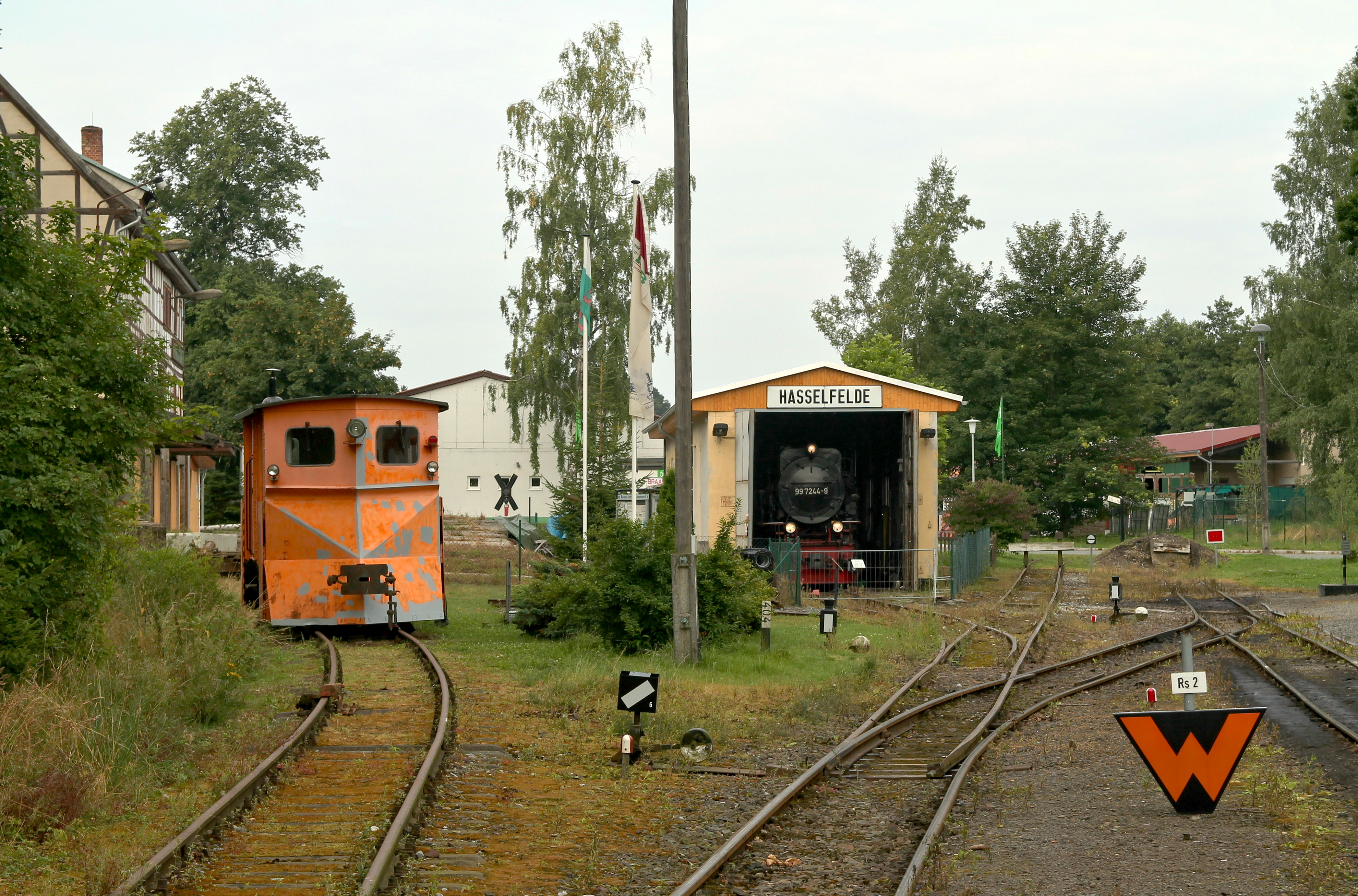
Historischer Lokschuppen Hasselfelde mit alten Fahrzeugen

Ab Quedlinburg verläuft das Streckengleis der Selketalbahn noch einige Kilometer parallel zur normalspurigen Strecke nach Thale, ehe das neuverlegte Schmalspurgleis nach Süden abbiegt. Es folgen die 2006 reaktivierten Haltepunkte Quedlinburg-Quarmbeck und Bad Suderode, bevor der Bahnhof Gernrode (Harz) erreicht wird. Nun wird die alte Trasse der Magdeburg-Halberstädter Eisenbahngesellschaft Richtung Frose verlassen und der Zug fährt weiter auf der ursprünglichen Selketalbahn. Vorbei am Haltepunkt Osterteich, neben dem gleichnamigen Standgewässer, führt die Fahrt durch den Ostergrund. Vorbei am Heiligen Teich steigt die Strecke über den Bahnhof Sternhaus-Haferfeld und weiter bis zum Bahnhof Sternhaus-Ramberg stark an. Dieser liegt wie der vorherige mitten im Wald. Hinter dem Bahnhof Sternhaus-Ramberg senkt sich die Strecke hinab ins Tal der Selke. Dieses Streckenstück ist das steilste im gesamten Netz der Harzer Schmalspurbahnen. Beim Bahnhof Mägdesprung wird das enge Tal der Selke erreicht. Die Bahn folgt nun dem Flussverlauf bis nach Alexisbad. Zahlreiche Felsdurchbrüche, die die Bahn passieren muss, zeugen vom aufwändigen Bau der Strecke. Vorbei am kleinen Haltepunkt Drahtzug wird die Ortschaft Alexisbad erreicht. Der gleichnamige Bahnhof, der auch der Ausgangspunkt des Streckenabschnitts nach Harzgerode ist, liegt erst am Ende des kleinen Ortes. Im folgenden Streckenverlauf zwängt sich die Schmalspurbahn aus dem engen Tal der Selke heraus auf die Hochebene von Harzgerode. Hier endete die erste Strecke der Selketalbahn am Bahnhof Harzgerode.
Vom Bahnhof Alexisbad, der für seine Doppelausfahrt zweier Dampflokomotiven bekannt ist, führt die zweite Strecke der Selketalbahn weiter durch das Selketal Richtung Stiege zunächst nach Silberhütte. Vorbei an kleineren Industriebetrieben setzt der Zug seine Reise über Straßberg, welches neben dem Bahnhof auch noch einen Haltepunkt besitzt, weiter bis Güntersberge fort. Hinter Güntersberge gewinnt die Bahn weiter an Höhe, bis über die Stationen Friedrichshöhe und Albrechtshaus der Bahnhof Stiege erreicht wird. Hier zweigt seit 1905 die Verbindung zur Harzquerbahn ab. Nach kurzer Fahrt endet der Zug in dem ebenfalls auf einer Hochfläche gelegenen Ort Hasselfelde, der Endpunkt der zweiten Strecke der GHE.
Die Verbindungsstrecke zur Harzquerbahn führt vom Bahnhof Stiege aufwärts bis zum höchsten Punkt mit 523 Metern über Normalnull in der Nähe des Haltepunktes Birkenmoor und dann abwärts durch das Beretal. Im Beretal, das von hohen Bergwänden umschlossen ist, überquert die Bahn auf zwei großen Brücken zwei Seitentäler, bevor die Strecke der Harzquerbahn und der Bahnhof Eisfelder Talmühle erreicht wird.

## Zugbetrieb

### Personenverkehr
Die Strecke wird täglich von einem Dampfzug und Triebwagen befahren. Auf der Gesamtstrecke gibt es laut Sommer- und Winterfahrplan in beiden Richtungen täglich jeweils fünf Verbindungen, teilweise mit Umsteigen in Alexisbad und Stiege sowie Befahren der Seitenäste nach Harzgerode und Hasselfelde (Stand: Fahrplan 2016/2017). Weitere Züge verkehren zwischen Quedlinburg oder Gernrode und Alexisbad. Der Großteil der Zugleistungen wird durch Triebwagen erbracht. Während die Selketalbahn auf dem Streckenabschnitt Quedlinburg–Gernrode einige Bedeutung im Regionalverkehr hat, sind die Fahrgäste auf den anderen Streckenabschnitten meist Touristen, Ausflügler und Wanderer.
Seit April 2010 fahren auch auf der Verbindungsstrecke (Stiege–Eisfelder Talmühle) wieder Dampfzüge im Regelbetrieb, nachdem dort ab 1999 ausschließlich Triebwagen verkehrten. Je nach Fahrplan kann es in Eisfelder Talmühle und Alexisbad zu Doppelausfahrten kommen.

### Güterverkehr
Heute verkehren auf der Selketalbahn nur noch auf dem kurzen Streckenabschnitt vom Hartsteinwerk Unterberg zum Bahnhof Eisfelder Talmühle planmäßige Güterzüge: Vom Hartsteinwerk Unterberg werden regelmäßig normalspurige Schotterwagen auf Rollböcken zum Übergabebahnhof in Nordhausen (Harzquerbahn) transportiert. Dafür stehen zwei umgebaute Diesellokomotiven der Baureihe 199.8 zur Verfügung, die Zug- und Stoßvorrichtungen für die normalspurigen Güterwagen auf entsprechender Höhe besitzen.

### Betriebseinrichtungen
In Gernrode und in Nordhausen Nord befinden sich die Lokeinsatzstellen für die Selketalbahn. In Nordhausen Nord werden die Dieseltriebwagen der Selketalbahn eingesetzt. In beiden Lokbahnhöfen werden die Lokomotiven und Triebwagen gewartet sowie die Dampfloks angeheizt und entschlackt.
Repariert und ausgebessert werden die Fahrzeuge der Selketalbahn wie alle anderen der HSB in Wernigerode-Westerntor. Dort befindet sich das zentrale Bahnbetriebswerk der HSB. In diesem werden die kompletten Untersuchungen und alle Instandsetzungsarbeiten – außer Hauptuntersuchungen – an allen Fahrzeugen durchgeführt. Für die Hauptuntersuchungen werden die Loks hingegen in spezielle Ausbesserungswerke gebracht.

## Besonderheiten
Im Vergleich zur Harzquer- und Brockenbahn weist die Selketalbahn einige Besonderheiten auf:
- Die Strecke führt vom Harznordrand durch eine sehr abwechslungsreiche Landschaft bis hinauf auf die Hochebene des mittleren Harzes.
- Auf der Selketalbahn sind mit einem Neigungsverhältnis von 1:25 (40 ‰) die steilsten Streckenabschnitte der Harzer Schmalspurbahnen vorhanden. Die Brockenbahn weist zwar den größeren Höhenunterschied, aber mit 1:30 flachere Neigungen auf.
- Während auf der Strecke Wernigerode–Brocken im Regelverkehr vor allem Dampfloks der DR-Baureihe 99.23–24 eingesetzt werden, kamen auf der Selketalbahn oft auch andere Dampfloks zum Einsatz, vor allem 99 6001 und 99 5906. Eine komplette Fahrzeugliste gibt es unter Harzer Schmalspurbahnen.

## Bildergalerie

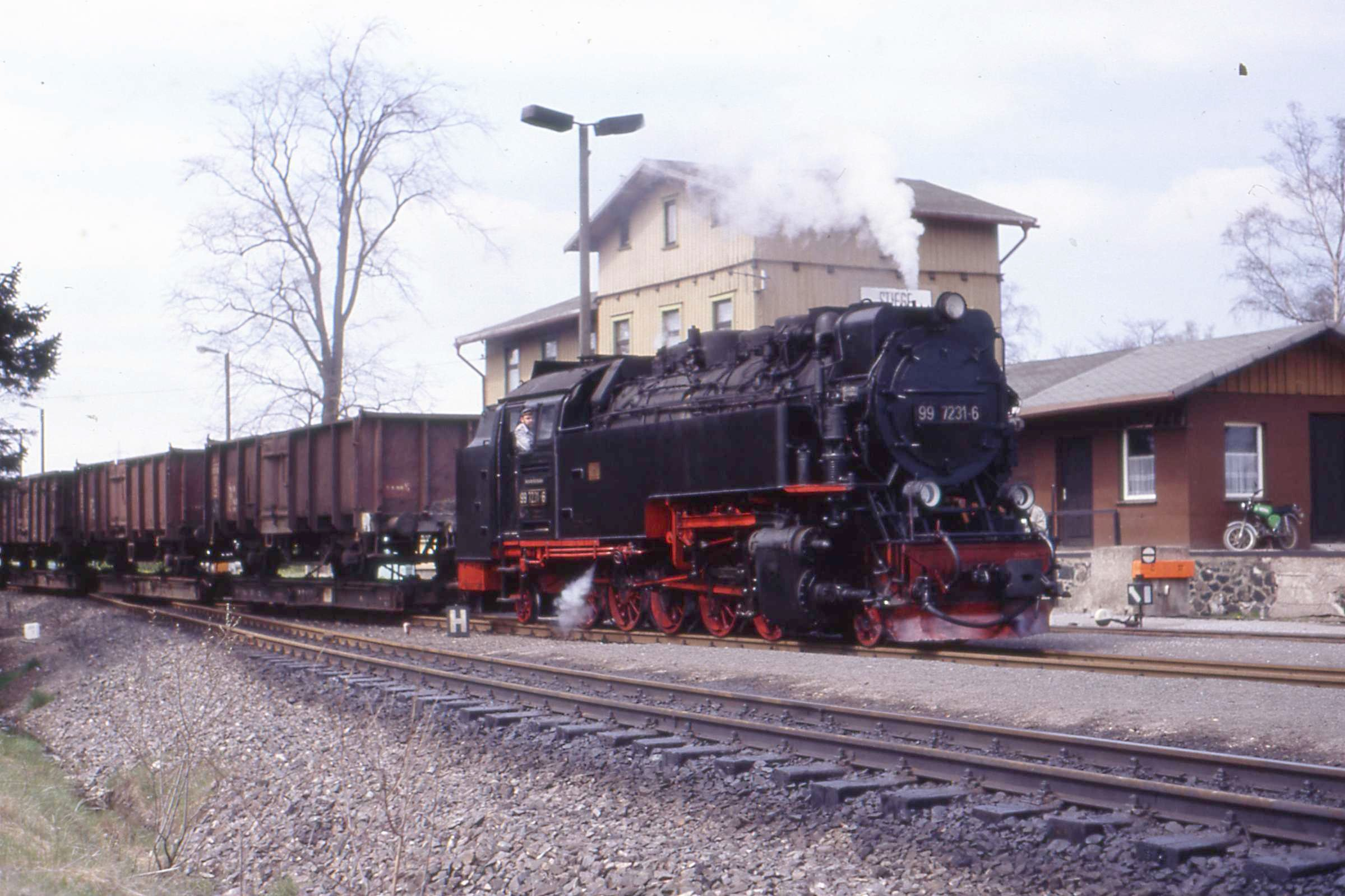
Rollwagengüterzug in Stiege (1990)
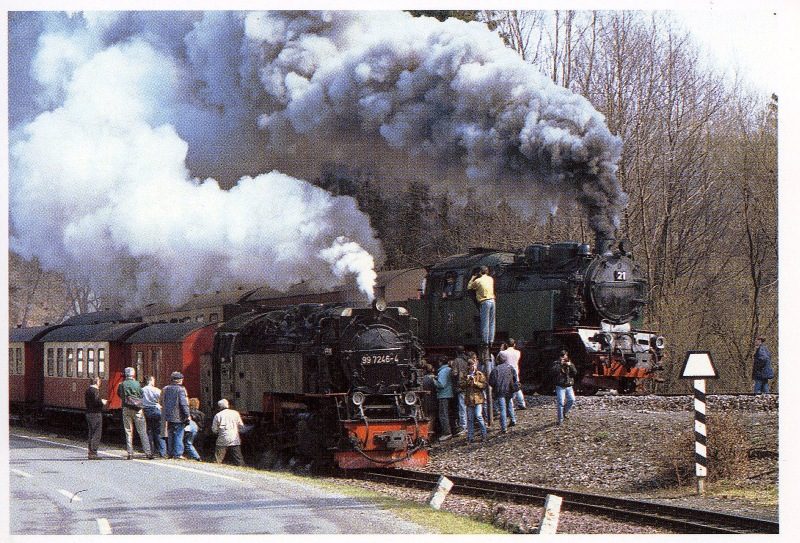
Doppelausfahrt Alexisbad in den 90er Jahren
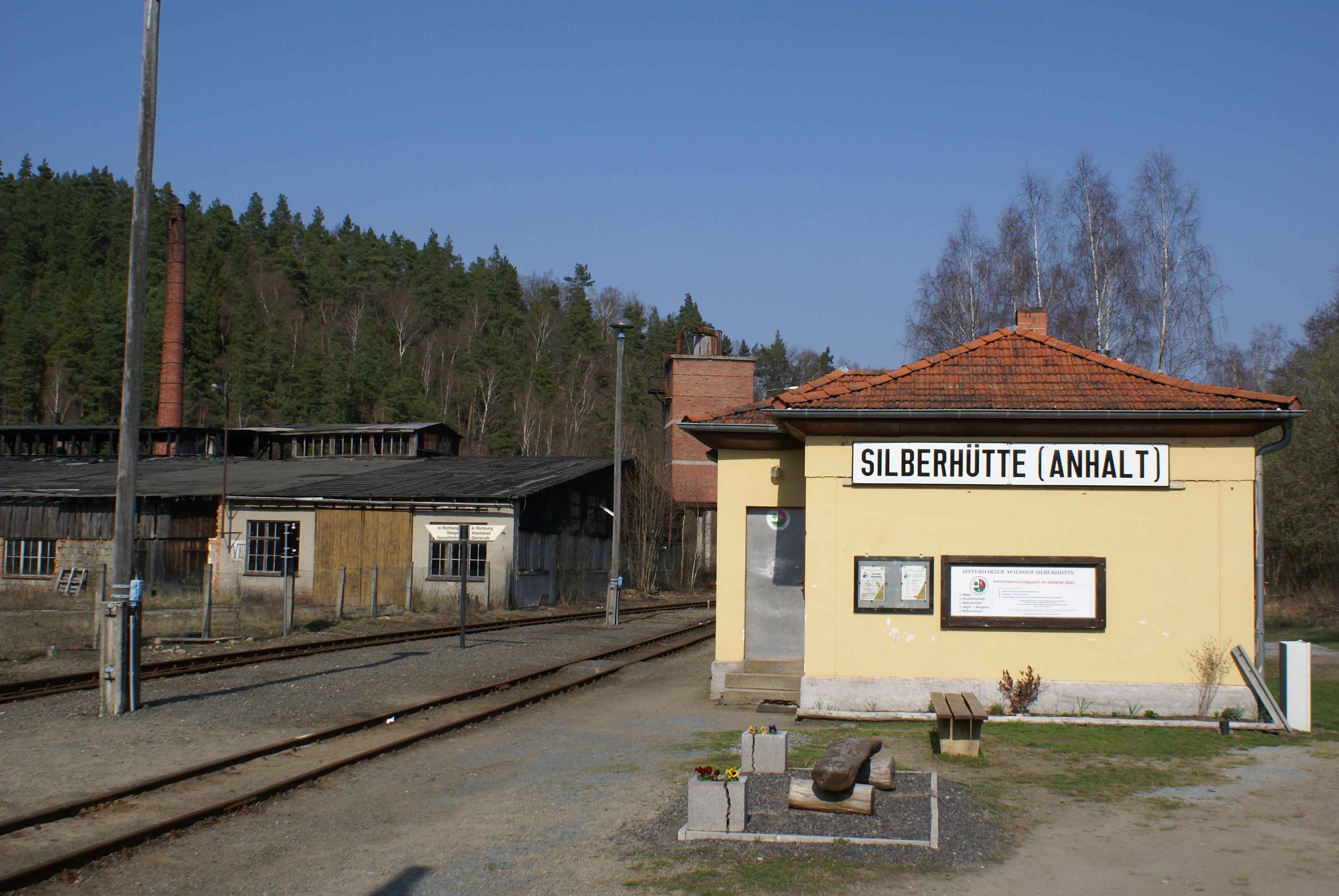
Bahnhof Silberhütte
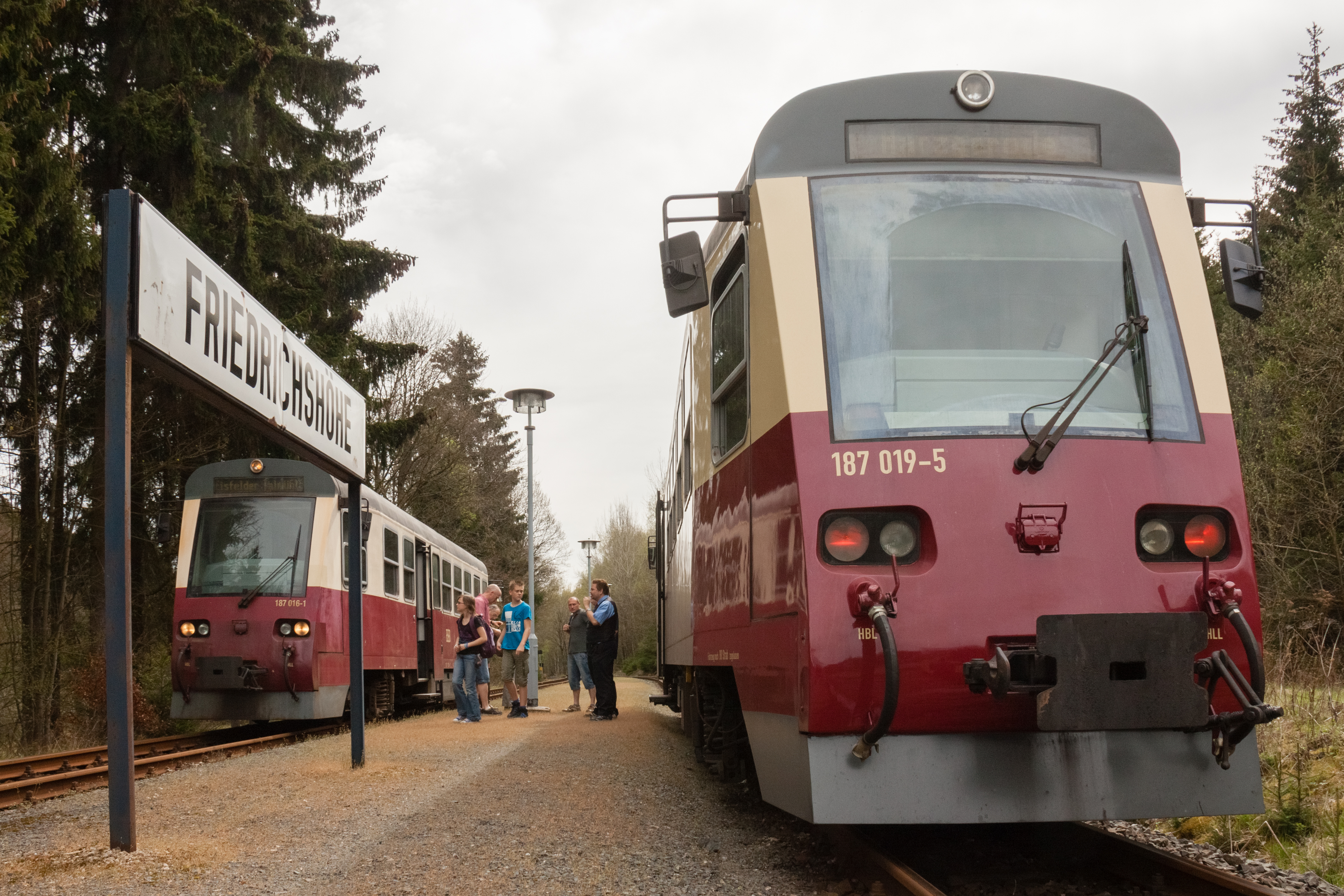
Zugkreuzung in Friedrichshöhe
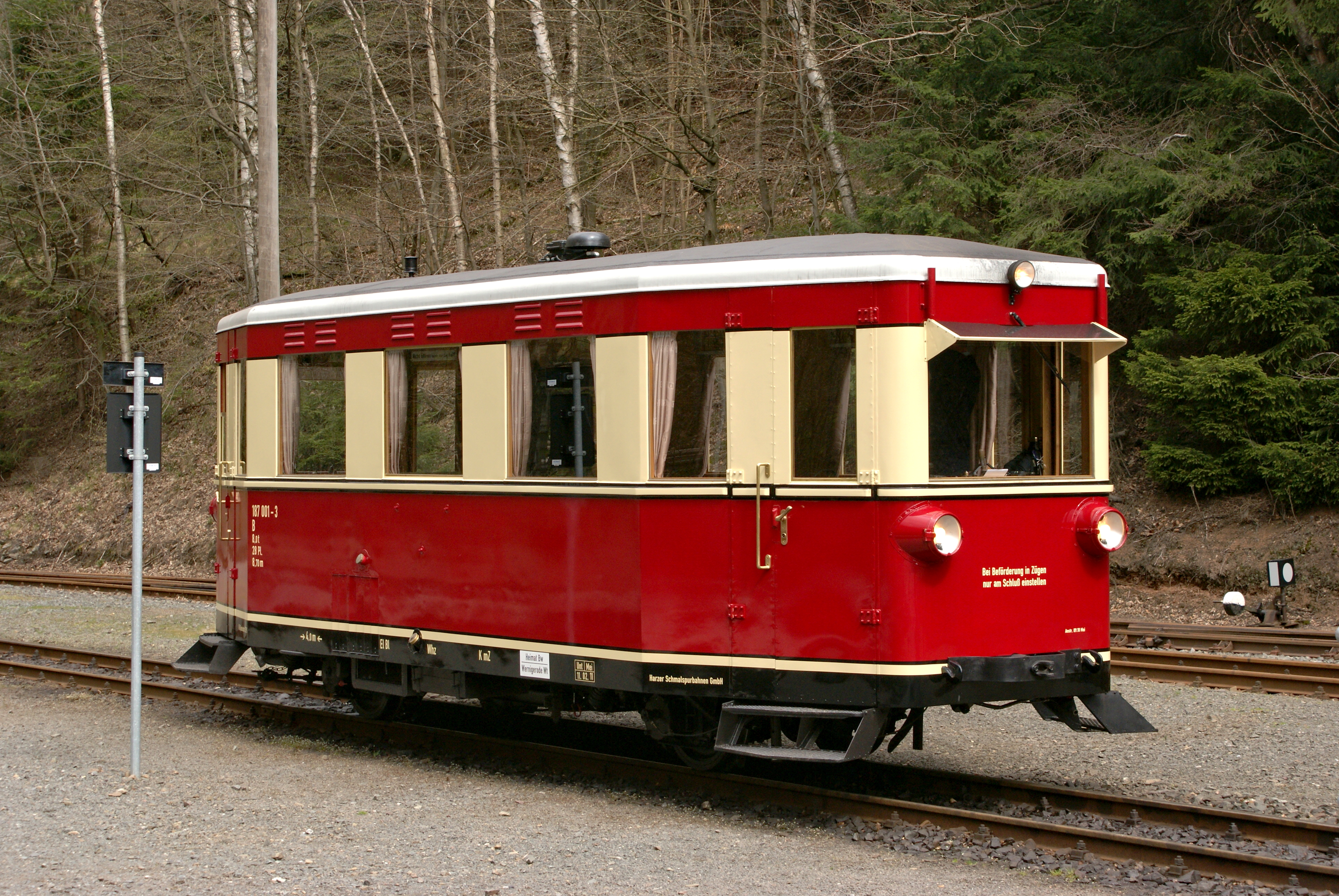
Historischer Triebwagen GHE T 1